# Noyal-sous-Bazouges
Noyal-sous-Bazouges település Franciaországban, Ille-et-Vilaine megyében. Lakosainak száma 382 fő (2022. január 1.). Noyal-sous-Bazouges Cuguen, Bazouges-la-Pérouse, Marcillé-Raoul és Saint-Léger-des-Prés községekkel határos.

## Népesség
A település népességének változása:
| Lakosok száma | 520  | 447  | 378  | 374  | 392  | 391  | 385  | 380  | 376  | 382  |
|               | 1968 | 1982 | 1990 | 2006 | 2013 | 2015 | 2017 | 2019 | 2020 | 2022 |